# Список видов муравьёв Великобритании

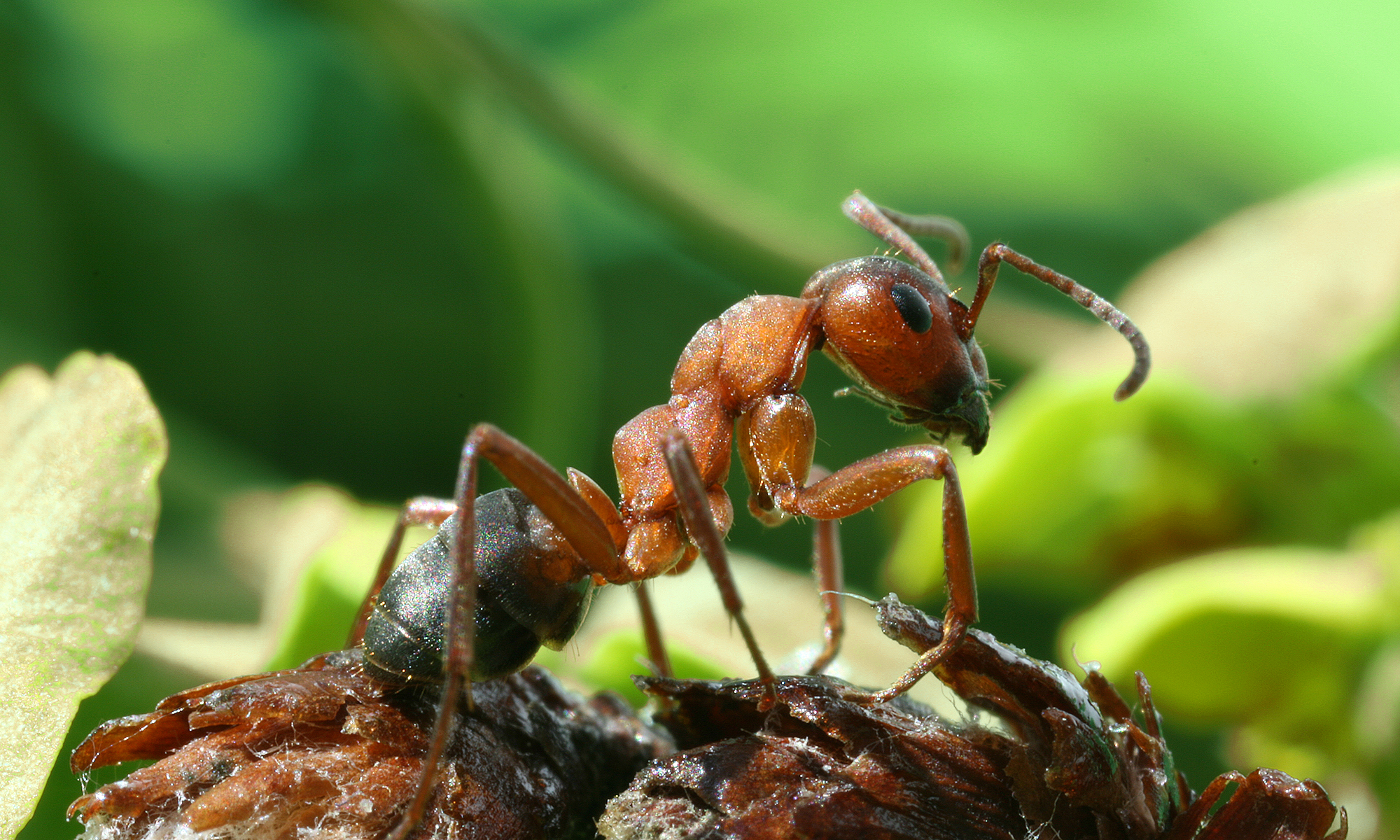
Рыжий лесной муравей (Formica rufa)

Самец Ponera coarctata

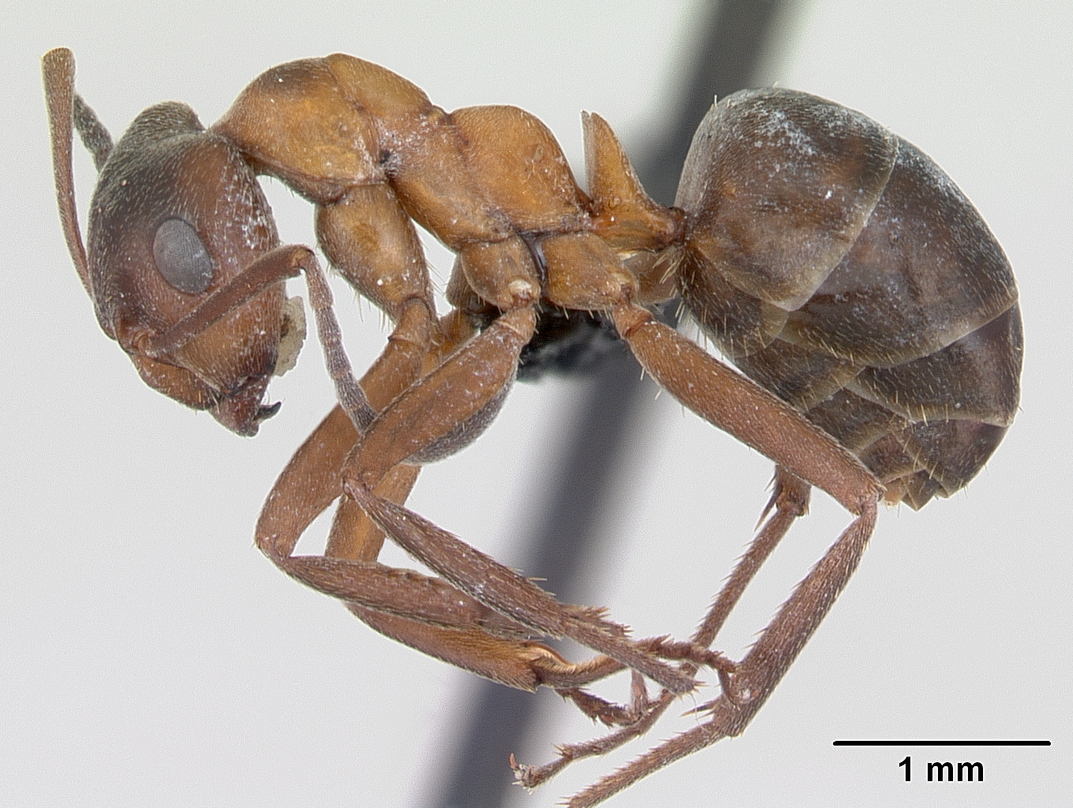
Обыкновенный тонкоголовый муравей

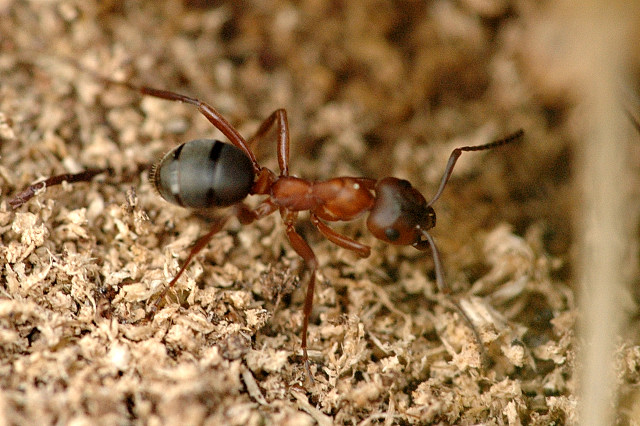
Кроваво-красный муравей-рабовладелец

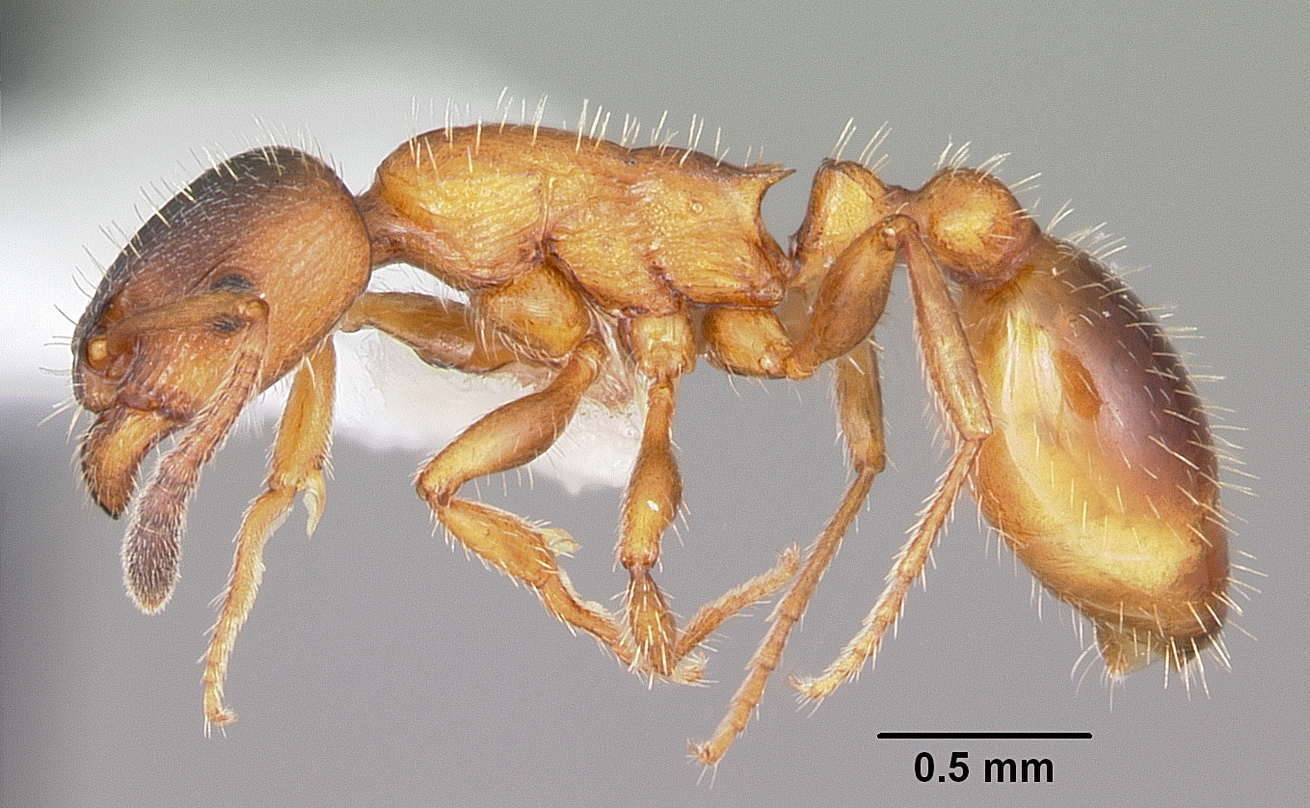
Leptothorax acervorum

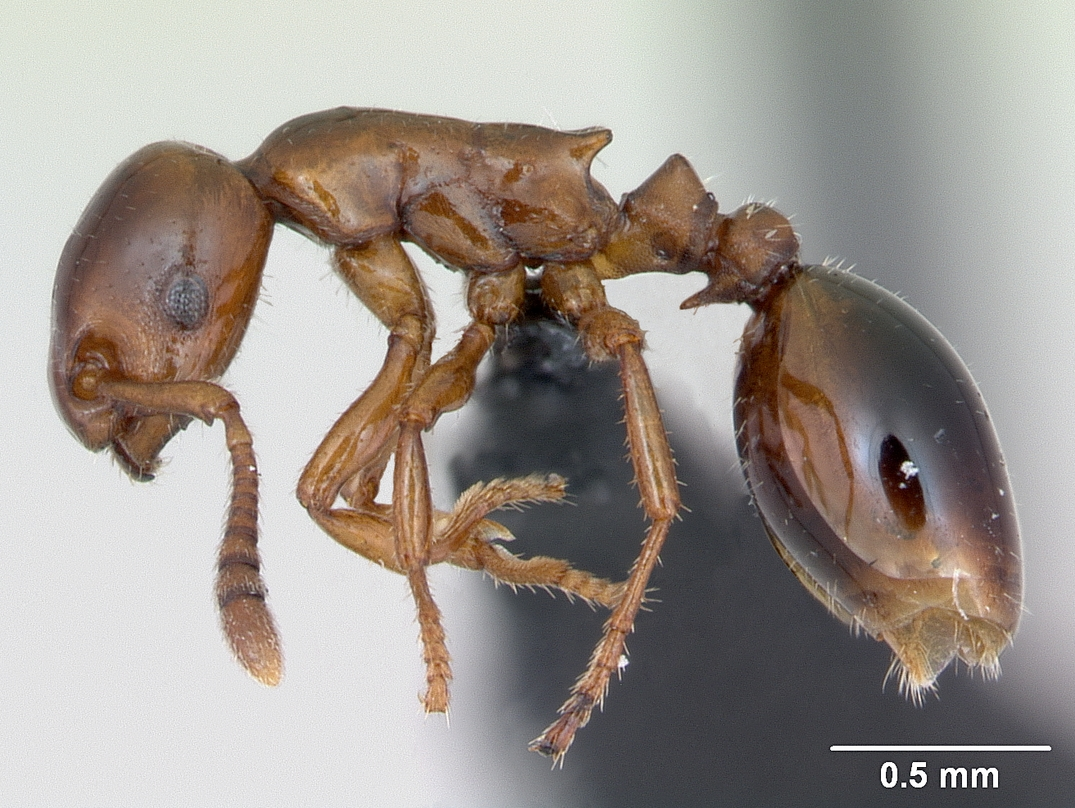
Formicoxenus nitidulus

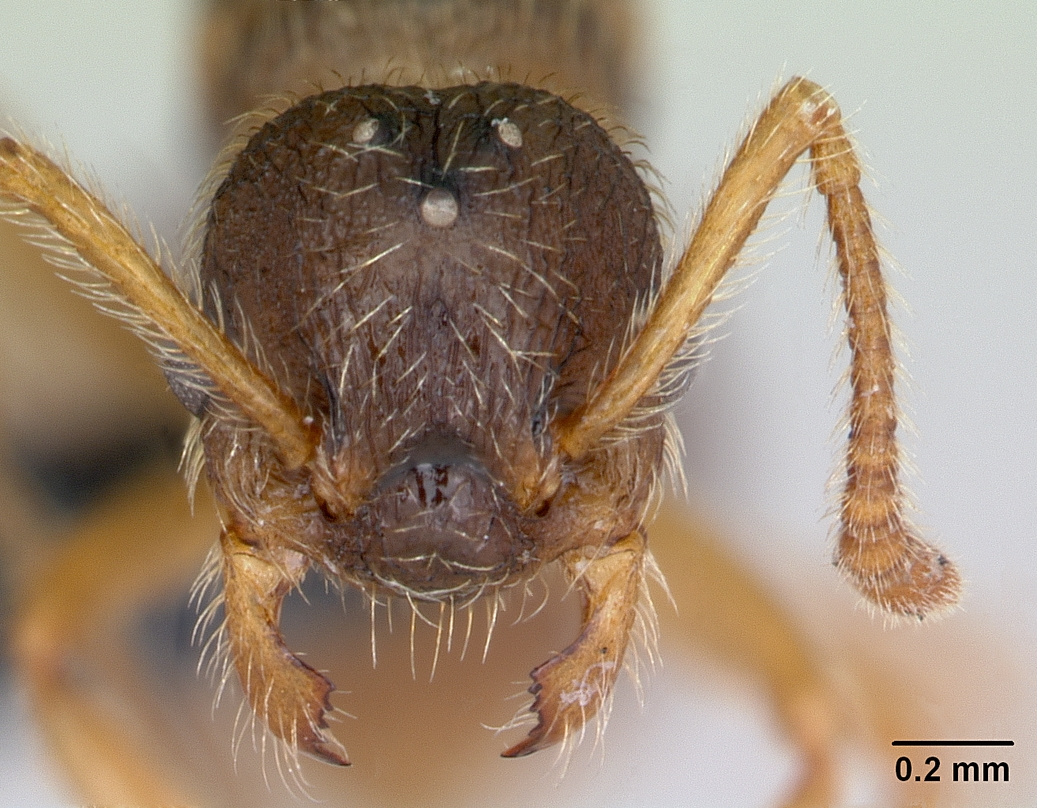
Myrmica karavajevi

В данный список включены все виды муравьёв Великобритании. Наибольшее разнообразие видов наблюдается в наиболее теплых частях страны, в южных графствах — Дорсет (33 вида муравьёв), Хэмпшир (31), Суррей (29), Остров Уайт (27) и Кент (26). Самыми распространёнными видами являются Lasius niger и Myrmica rubra. Список состоит из биноменов (двухсловных названий, состоящих из сочетания имени рода и имени вида) и указанных рядом с ними имени учёного, впервые описавшего данный таксон. Знаком * отмечены интродуцированные виды.

## Редкие виды
Три вида внесены в Список редких и исчезающих видов Великобритании: Formica pratensis (Black-backed meadow ant; возможно исчез), Formica candida (Black bog ant) и Formica exsecta (Narrow-headed ant).

## Ponerinae
- Ponera coarctata  (Latreille, 1802)
- Hypoponera punctatissima  (Roger, 1859)*

## Dolichoderinae
- Linepithema humile  Mayr, 1868 , Аргентинский муравей (Argentine ant) *
- Tapinoma ambiguum  Emery, 1925
- Tapinoma erraticum  (Latreille, 1798); Erratic ant
- Tapinoma melanocephalum  (Fabricius, 1793) *

## Formicinae
- Camponotus  sp., в Великобритании нет местных видов, но иногда регистрируются с завозимыми товарами, например Camponotus herculeanus и Camponotus pennsylvanicus (муравьи-древоточцы, Carpenter ants) *
- Formica aquilonia  Yarrow, 1955 , Northern wood ant
- Formica cunicularia  Latreille, 1798
- Formica exsecta  Nylander, 1846
- Formica fusca  Linnaeus, 1758
- Formica lemani  Bondroit, 1917
- Formica lugubris  Zettersted, 1840, Hairy wood ant
- Formica picea  Nylander, 1846
- Formica pratensis  Retzius, 1783
- Formica rufa  Linnaeus, 1761, Red or Southern wood ant
- Formica rufibarbis  Fabricius, 1793
- Formica sanguinea  Latreille, 1798, Blood-red slave-maker ant
- Lasius alienus  (Foerster, 1850)
- Lasius brunneus  (Latreille, 1798), Brown tree ant
- Lasius emarginatus  (Olivier, 1792)
- Lasius flavus  (Fabricius, 1782) Yellow meadow ant
- Lasius fuliginosus  (Latreille, 1798), Jet black ant
- Lasius meridionalis  (Bondroit, 1920)
- Lasius mixtus  (Nylander, 1846)
- Lasius neglectus  Van Loon, Boomsma & Andrasfalvy, 1990*
- Lasius niger  (Linnaeus, 1758) Black garden ant
- Lasius platythorax  Seifert, 1991
- Lasius psammophilus  Seifert, 1992
- Lasius sabularum  (Bondroit, 1918)
- Lasius umbratus  (Nylander, 1846)
- Paratrechina vividula  (Nylander, 1846)*
- Paratrechina longicornis  (Latreille, 1802)*

## Myrmicinae
- Anergates atratulus  (Schenck, 1852)

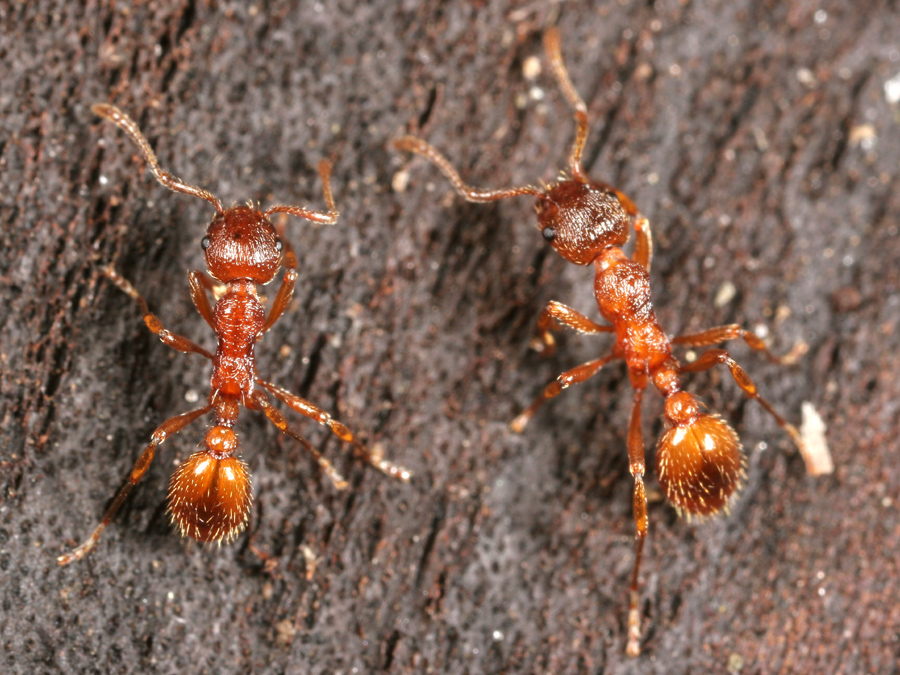
Myrmica rubra

- Crematogaster scutellaris  (Olivier, 1792)*
- Formicoxenus nitidulus  (Nylander, 1846)
- Leptothorax acervorum  (Fabricius, 1793)
- Monomorium pharaonis  (Linnaeus, 1758), фараонов муравей (Pharaoh ant) *
- Monomorium salomonis  (Linnaeus, 1758) *
- Myrmica hirsuta  Elmes, 1978
- Myrmica karavajevi  (Arnol'di, 1930)
- Myrmica lobicornis  Nylander, 1846
- Myrmica rubra  Linnaeus, 1758, Red ant
- Myrmica ruginodis  Nylander, 1846, Red ant
- Myrmica sabuleti  Meinert, 1861
- Myrmica scabrinodis  Nylander, 1846, Elbowed red ant
- Myrmica schencki  Viereck, 1903
- Myrmica specioides  Bondroit, 1918
- Myrmica sulcinodis  Nylander, 1846
- Myrmica vandeli  Bondroit, 1920
- Myrmecina graminicola  (Latreille, 1802), Woodlouse ant
- Pheidole megacephala  (Fabricius, 1793)*
- Solenopsis fugax  Latreille, 1798
- Stenamma debile  (Foerster, 1850)
- Stenamma westwoodii  Westwood, 1839
- Strongylognathus testaceus  (Schenck, 1852)
- Temnothorax albipennis  (Curtis, 1854)
- Temnothorax interruptus  (Schenck, 1852)
- Temnothorax nylanderi  (Schenck, 1852)
- Tetramorium caespitum  (Linnaeus, 1758), дерновый муравей (Pavement ant)